# Ризе, Адам
Адам Ризе (нем. Adam Riese, также Ries, Rys, Ryse; 27 марта 1492, Бад-Штаффельштайн — 30 марта 1559, Аннаберг-Буххольц) — германский математик, выдающийся учитель арифметики.

## Биография
Родился в 1492 году в небольшом местечке Штаффельштайн в небогатой семье, обучался арифметике у одного нюрнбергского учителя, несколько лет учился в Эрфуртском университете. Работал в Эрфурте в качестве свободного «мастера счёта». Достиг для своего времени замечательно глубоких сведений в арифметике, геометрии и алгебре. Получил место счетовода в горном управлении (1523) в Рудных горах и переехал в Аннаберг, где открыл в своём доме частную математическую школу. Заслугой Ризе является введение в Германии индо-арабской цифровой системы вместо цифр и символов. Ризе впервые ввёл понятие математического действия с неизвестными величинами. 
Учебники Ризе, написанные на немецком языке, издавались большими тиражами. Ризе, как учитель счёта, был популярной личностью даже в среде простого народа. Выражение «nach Adam Riese» (что переводится «по Адаму Ризе») обратилось в поговорку, доныне употребляемую в Германии.
У Ризе было пять сыновей, из которых один, Абрахам, был придворным математиком в Дрездене, при дворе курфюрста, а другой — Исаак — составил напечатанное в 1580 году в Лейпциге собрание таблиц, под заглавием «Ein neues nutzbar gerechnetes Rechenbuch auf allerley Handtirung nach dem Centner- und Pfundgewicht… auch von allerley Maasz… Durch Isaac Riesen, Burger und Viesirer zu Leipzig».

## Сочинения
Ризе, в отличие от обычной практики тех времен, издавал свои книги не на латинском языке, а на немецком. Таким способом он охватил большую аудиторию и, как Мартин Лютер, способствовал унификации немецкого языка.
- «Rechnung auff der Linien… 1518» (Эрфурт, много изданий) — содержало изложение счёта на линиях, включавшее нумерацию, сложение, вычитание, удвоение, деление пополам, умножение, деление, прогрессии, тройное правило, мену, счёт серебра и золота, правило товарищества и некоторые другие задачи.
- «Rechenung auff der Linien vnd federn in zal mass vnd gewicht auff allerley handierung… im 1522 Jar» (Эрфурт, 1525) — выходило в различных городах в многочисленных новых изданиях и перепечатках; содержало цифирный счёт, представленный в довольно подробном виде. К статьям, общим с первым сочинением, здесь присоединены: правило ложных положений, правило дев и волшебные квадраты с 9 и 16 клетками.
- «Rechnung nach der lenge auff den Linien vnd Feder. Darzu forteil vnd behendigkeit durch die Proportiones Practica genant. Mit grüntlichem vnterricht des visirens… in 1550 Jar» (Лейпциг; выходило многими новыми изданиями). Существенное отличие этого сочинения от двух предыдущих составляло обстоятельное рассмотрение средств и путей, ведущих к сокращениям и упрощениям в счёте.

Три названные сочинения представляли три последовательные ступени, которые проходил автор при своем преподавании счёта в школе. В них строго проведены три основные методические правила преподавания счета:
1. переход от конкретного мышления к абстрактному,
2. переход от простого к сложному и
3. необходимость для прочного усвоения изучаемого предмета возможно частого его повторения.

Однако, Ризе не есть оригинальный мыслитель, а только внимательный и опытный практический учитель. Он даже не мог отрешиться от строгого следования общераспространённому в его время догматическому методу изложения. За выражением задачи следует правило, сопровождаемое приказанием «thu ihm also», за которым идут приложения того же правила к решению различных однородных задач, но без объяснений. Для убеждения в правильности решения задачи служит только поверка.
Четвёртое сочинение Ризе: «Ein Gerechent Büchlein auff den Schöffel Eimer vnd Pfundtgewicht zu ehren einem Erbarn Weisen Rathe auff Sanct Annenbergk… 1533» (Лейпциг, 1536), состояло из 116 таблиц стоимости данных количеств различных товаров.
В рукописи сохранилось ещё пятое сочинение Ризе: «Coss», посвященное изложению алгебры, а именно решению уравнений первой и второй степеней и ряд примеров на известные случаи этих уравнений. Она была издана с комментариями в 1992 году в издательстве «B. G. Teubner».

## Музей Ризе
Дом-музей Адама Ризе был открыт в 1984 году в доме, где Ризе жил в 1525—1559 годах. В музее представлено факсимильное издание рукописного учебника по арифметике «Кросс», который не мог быть напечатан в своё время из-за отсутствия средств.

## Память
В 1960 г. в ФРГ вышла марка в честь 400-летия со дня смерти учёного.